# Cratere Liber
Liber  è un cratere sulla superficie di Cerere.